# Chris Stamp
Chris Stamp (Londen, 7 juli 1942 – New York, 24 november 2012) was een cineast en later de co-manager (met Kit Lambert) en executive producer van de Britse rockband The Who, tot 1973. Lambert en Stamp hadden tussen 1965 en 1968 ook The Merseybeats, en daarna het duo The Merseys onder hun hoede. Het waren ook Lambert en Stamp die de nadruk begonnen te leggen op het Modimago van The Who.
In 1966 startten Stamp en Lambert hun eigen platenmaatschappij Track Records op. De eerste hit die ze uitbrachten was Purple Haze van The Jimi Hendrix Experience. Kort daarop volgde het eerste album van het nieuwe label : Are You Experienced, meteen ook het debuut van The Jimi Hendrix Experience. Behalve Hendrix en The Who stonden nog andere bekende bands zoals The Crazy World of Arthur Brown, Thunderclap Newman, Golden Earring en Fairport Convention bij hen onder contract. Track Records ging in die jaren door voor een van de hipste en meest succesvolle platenmaatschappijen van het Verenigd Koninkrijk. Stamp en Lambert stopten ermee in 1978 maar de maatschappij kwam in 1999 opnieuw boven water.
In 1973 lagen de fricties tussen songwriter-gitarist Pete Townshend van The Who en Lambert aan de basis van het feit dat het management-team vervangen werd door de voormalige assistent Bill Curbishley. Hoe belangrijk het duo Lambert-Stamp geweest is voor The Who blijkt uit een uitspraak van zanger Roger Daltrey die beweerde dat zij het vijfde en zesde groepslid waren.
Chris Stamp is de broer van de acteur Terence Stamp.
Stamp overleed aan kanker in New York waar hij een carrière als psychodrama- en verslavingstherapeut uitgebouwd had.